# 360 kilomètres de Sandown Park 1988
Navigation
Édition précédente
Les 360 kilomètres kilomètres de Sandown Park 1988, disputées le 20 novembre 1988 sur le circuit de Sandown Park, ont été la onzième et dernière manche du Championnat du monde des voitures de sport 1988.

## La course

### Classement de la course
Voici le classement officiel au terme de la course,,.
- Les premiers de chaque catégorie du championnat du monde sont signalés par un fond jaune.
- Pour la colonne Pneus, il faut passer le curseur au-dessus du modèle pour connaître le manufacturier de pneumatiques.
- Les voitures ne réussissant pas à parcourir 75% de la distance du gagnant sont non classées (NC).

| Pos   | Classe | no  | Écurie                      | Pilotes                                       | Châssis                            | Pneus | Tours | Temps               |
| Pos   | Classe | no  | Écurie                      | Pilotes                                       | Moteur                             | Pneus | Tours | Temps               |
| ----- | ------ | --- | --------------------------- | --------------------------------------------- | ---------------------------------- | ----- | ----- | ------------------- |
| 1     | C1     | 61  | Team Sauber Mercedes        | Jean-Louis Schlesser Jochen Mass              | Sauber C9                          | M     | 93    | 2 h 30 min 51 s 350 |
| 1     | C1     | 61  | Team Sauber Mercedes        | Jean-Louis Schlesser Jochen Mass              | Mercedes-Benz M117 5.0L V8 Turbo   | M     | 93    | 2 h 30 min 51 s 350 |
| 2     | C1     | 62  | Team Sauber Mercedes        | Mauro Baldi Stefan Johansson                  | Sauber C9                          | M     | 93    | + 5 s 650           |
| 2     | C1     | 62  | Team Sauber Mercedes        | Mauro Baldi Stefan Johansson                  | Mercedes-Benz M117 5.0L V8 Turbo   | M     | 93    | + 5 s 650           |
| 3     | C1     | 1   | Silk Cut Jaguar             | Martin Brundle Eddie Cheever                  | Jaguar XJR-9                       | D     | 93    | + 2 min 37 s 200    |
| 3     | C1     | 1   | Silk Cut Jaguar             | Martin Brundle Eddie Cheever                  | Jaguar 7.0L V12 Atmo               | D     | 93    | + 2 min 37 s 200    |
| 4     | C1     | 2   | Silk Cut Jaguar             | Jan Lammers Johnny Dumfries                   | Jaguar XJR-9                       | D     | 92    | + 1 tour            |
| 4     | C1     | 2   | Silk Cut Jaguar             | Jan Lammers Johnny Dumfries                   | Jaguar 7.0L V12 Atmo               | D     | 92    | + 1 tour            |
| 5     | C2     | 111 | BP Spice Engineering        | Ray Bellm Gordon Spice                        | Spice SE88C                        | G     | 88    | + 5 tours           |
| 5     | C2     | 111 | BP Spice Engineering        | Ray Bellm Gordon Spice                        | Ford Cosworth DFL 3.3L V8 Atmo     | G     | 88    | + 5 tours           |
| 6     | C1     | 20  | Team Davey                  | Neil Crang Tim Lee-Davey                      | Porsche 962C                       | D     | 88    | + 5 tours           |
| 6     | C1     | 20  | Team Davey                  | Neil Crang Tim Lee-Davey                      | Porsche Type-935 3.0L Flat-6 Turbo | D     | 88    | + 5 tours           |
| 7     | C2     | 115 | ADA Engineering             | Arthur Abrahams (en) John Smith               | ADA 03                             | G     | 88    | + 5 tours           |
| 7     | C2     | 115 | ADA Engineering             | Arthur Abrahams (en) John Smith               | Ford Cosworth DFL 3.3L V8 Atmo     | G     | 88    | + 5 tours           |
| 8     | C2     | 109 | Kelmar Racing               | Ranieri Randaccio "Stingbrace"                | Tiga GC288                         | A     | 84    | + 9 tours           |
| 8     | C2     | 109 | Kelmar Racing               | Ranieri Randaccio "Stingbrace"                | Ford Cosworth DFL 3.3L V8 Atmo     | A     | 84    | + 9 tours           |
| 9     | C2     | 127 | Chamberlain Engineering     | Andrew Miedecke Nick Adams                    | Spice SE86C                        | A     | 82    | + 11 tours          |
| 9     | C2     | 127 | Chamberlain Engineering     | Andrew Miedecke Nick Adams                    | Hart 418T 1.8L I4 Turbo            | A     | 82    | + 11 tours          |
| 10    | C2     | 183 | Walter Maurer Racing        | Helmut Gall Walter Maurer (en)                | Maurer Lotec C87                   | ?     | 77    | + 16 tours          |
| 10    | C2     | 183 | Walter Maurer Racing        | Helmut Gall Walter Maurer (en)                | BMW 2.0L I4 Turbo                  | ?     | 77    | + 16 tours          |
| 11    | C2     | 178 | Automobiles Louis Descartes | Michel Lateste (de) Louis Descartes           | ALD 04                             | A     | 76    | + 17 tours          |
| 11    | C2     | 178 | Automobiles Louis Descartes | Michel Lateste (de) Louis Descartes           | BMW M80 3.5L I6 Atmo               | A     | 76    | + 17 tours          |
| 12 NC | C2     | 198 | Roy Baker Racing            | Michael Hall John Bartlett                    | Tiga GC286                         | D     | 56    | + 37 tours          |
| 12 NC | C2     | 198 | Roy Baker Racing            | Michael Hall John Bartlett                    | Ford Cosworth DFL 3.3L V8 Atmo     | D     | 56    | + 37 tours          |
| NC    | C2     | 103 | BP Spice Engineering        | Eliseo Salazar Thorkild Thyrring              | Spice SE88C                        | G     | 54    |                     |
| NC    | C2     | 103 | BP Spice Engineering        | Eliseo Salazar Thorkild Thyrring              | Ford Cosworth DFL 3.3L V8 Atmo     | G     | 54    |                     |
| Abd.  | C2     | 121 | GP Motorsport               | Philippe de Henning Costas Los                | Spice SE87C                        | G     | 87    | Panne sèche         |
| Abd.  | C2     | 121 | GP Motorsport               | Philippe de Henning Costas Los                | Ford Cosworth DFL 3.3L V8 Atmo     | G     | 87    | Panne sèche         |
| Abd.  | C2     | 124 | MT Sport Racing             | Pierre-François Rousselot (de) Jean Messaoudi | Argo JM19C                         | A     | 77    | Panne sèche         |
| Abd.  | C2     | 124 | MT Sport Racing             | Pierre-François Rousselot (de) Jean Messaoudi | Ford Cosworth DFL 3.3L V8 Atmo     | A     | 77    | Panne sèche         |
| Abd.  | C1     | 40  | Swiss Team Salamin          | Antoine Salamin Giovanni Lavaggi              | Porsche 962C                       | G     | 41    | Panne sèche         |
| Abd.  | C1     | 40  | Swiss Team Salamin          | Antoine Salamin Giovanni Lavaggi              | Porsche Type-935 3.0L Flat-6 Turbo | G     | 41    | Panne sèche         |
| Abd.  | C2     | 107 | Chamberlain Engineering     | Claude Ballot-Léna Jean-Louis Ricci           | Spice SE88C                        | A     | 14    | Moteur              |
| Abd.  | C2     | 107 | Chamberlain Engineering     | Claude Ballot-Léna Jean-Louis Ricci           | Ford Cosworth DFL 3.3L V8 Atmo     | A     | 14    | Moteur              |
| DSQ†  | C1     | 26  | Bernie van Elsen            | John Bowe (en) Dick Johnson                   | Veskanda C1 (en)                   | D     | 87    |                     |
| DSQ†  | C1     | 26  | Bernie van Elsen            | John Bowe (en) Dick Johnson                   | Chevrolet 6.0L V8 Atmo             | D     | 87    |                     |

† - La Veskanda C1 (en) n°26 pilotée par John Bowe (en) et Dick Johnson de l'écurie a été disqualifiée pour avoir utilisé plus d'essence qu'autorisé par la réglementation.

## Pole position et record du tour
- Pole position :  Jean-Louis Schlesser (#61 Team Sauber Mercedes) en 1 min 28 s 620
- Meilleur tour en course :  Jean-Louis Schlesser (#61 Team Sauber Mercedes) en 1 min 33 s 580

## À noter
- Longueur du circuit : 3,903 km
- Distance parcourue par les vainqueurs : 362,947 km